# Opowieść przodka
Opowieść przodka (podtytuł Pielgrzymka do początków życia) – wydana po raz pierwszy w 2004 roku popularnonaukowa książka brytyjskiego biologa Richarda Dawkinsa oraz Yana Wonga. W następnym roku otrzymała nominację do Aventis Prizes for Science Books.

## Wydania
Pierwsze wydanie z 2004 roku było sygnowane wyłącznie przez Richarda Dawkinsa. Wydanie drugie z 2016 roku posiada już drugiego współautora - Yana Wonga, który był asystentem Dawkinsa - a którego wkład okazał się na tyle znaczący, że w tej wersji został już oznaczony jako równorzędny autor. W stosunku do pierwszej edycji, wersja druga różni się liczbą spotkań oraz niekiedy ich kolejnością. Ponadto została ona uzupełniona i rozszerzona o wyniki badań, które nie były wcześniej dostępne. Niektóre spotkania zostały również opowiedziane na nowo.

## Treść
Narracja ma formę opisu pielgrzymki, w której wszystkie współczesne zwierzęta podążając w przeszłość, odnajdują swoją drogę przez historię życia aż do jego powstania. Człowiek spotyka swoich ewolucyjnych kuzynów w miejscach, gdzie drogi ich istnienia rozeszły się. W każdym z takich miejsc spotkań Dawkins korzystając z wyników badań genetycznych i dowodów paleontologicznych próbuje odtworzyć prawdopodobną postać ostatniego wspólnego przodka. Opisuje też współczesne zwierzęta, które przyłączają się do powiększającej się w ten sposób grupy wędrowców. Ta struktura jest zainspirowana Opowieściami kanterberyjskimi Geoffreya Chaucera.
Pielgrzymka składa się z 41 takich punktów spotkań, zaczynając od „spotkania zero” – ostatniego wspólnego przodka wszystkich ludzi – aż do „spotkania 40" przodka wszystkich istniejących organizmów – Eubacterii. Choć Dawkins jest przekonany do zasadniczego kształtu prezentowanego w ten sposób drzewa filogenetycznego, w niewielkiej liczbie przypadków odnotowuje niesatysfakcjonujący stan materiału dowodowego. Choć zasadniczą część książki stanowią kolejne spotkania, to niekiedy są one jeszcze dodatkowe rozbudowane o opowieści dotyczące konkretnych gatunków. Tak dzieje się m.in. w przypadku Opowieści wrotka, Opowieści myszy czy Opowieści muszki owocowej.
W każdym takim punkcie spotkania (rendezvous) Dawkins przytacza interesujące opowieści o spokrewnionych zwierzętach, które właśnie mają się przyłączyć do grupy pielgrzymów. Każdy świeżo przyłączony gatunek, grupa lub rodzina posiada pewne szczególne właściwości mogące zaintrygować czytelników. Na przykład Dawkins opisuje dlaczego aksolotl nie musi dojrzewać, jak się wyłaniały nowe gatunki, dlaczego tak trudno jest stworzyć zadowalającą klasyfikację zwierząt i dlaczego nasi podobni do ryb przodkowie pojawili się na lądzie. Te właściwości są omawiane i analizowane przy użyciu nowoczesnych metod biologii ewolucyjnej, starannie wplatanych w treść opowieści by zademonstrować jak proste założenia ewolucji darwinowskiej mogą wyjaśnić całą złożoność obserwowaną w przyrodzie.
Choć najlepiej jest książkę czytać od początku do końca, każdy rozdział jest samodzielną całością, kompletną opowieścią z naciskiem na jakiś konkretny aspekt współczesnej biologii. Jako całość książka zajmuje się wszystkimi głównymi zagadnieniami ewolucji. Może więc być uważana za swego rodzaju encyklopedię ewolucji w postaci antologii interesujących opowieści.
Dawkins wtrąca również osobiste opowieści o swoim dzieciństwie i czasach uniwersyteckich. Wspomina kołysankę zapamiętaną z dzieciństwa i opisuje zaskoczenie kiedy dowiedział się, że wśród współczesnych gatunków najbliższym ewolucyjnym kuzynem hipopotamów są walenie.
Książka miała dwa wydania w twardej okładce: brytyjskie z dużą liczbą kolorowych ilustracji (Weidenfeld & Nicolson) oraz amerykańskie z małą liczbą czarno-białych ilustracji (Houghton Mifflin). Zostały również opublikowane wersje w miękkich okładkach oraz skrócona wersja audio (mówiona przez Dawkinsa i jego żonę Lallę Ward).
Książka jest dedykowana przyjacielowi i mentorowi Dawkinsa, genetykowi Johnowi Maynardowi Smithowi, który umarł krótko przed jej wydaniem.